# Calle Ildefonso Martínez
La calle Ildefonso Martínez es una vía pública de la ciudad española de Oviedo.

## Descripción
La vía, que discurre desde San Isidoro hasta San José, se conoció en otras épocas como «calle Salsipuedes». Con el título actual honra a Ildefonso Martínez y Fernández (1821-1855), médico natural de la localidad asturiana de Benia de Onís. Aparece descrita en El libro de Oviedo (1887) de Fermín Canella y Secades con las siguientes palabras:

Sal-si-puedes.—Podemos repetir aquí lo que dice el señor Somoza de calle igual en Gijón: "El nombre de esta calle es bastante común en España, como apropiado para calles empinadas, angostas y laberínticas".—Ent.: San Isidoro.—Conc.: San José.
(Canella y Secades, 1887, p. 127)